# Schleusenwärterhaus (Forchheim)

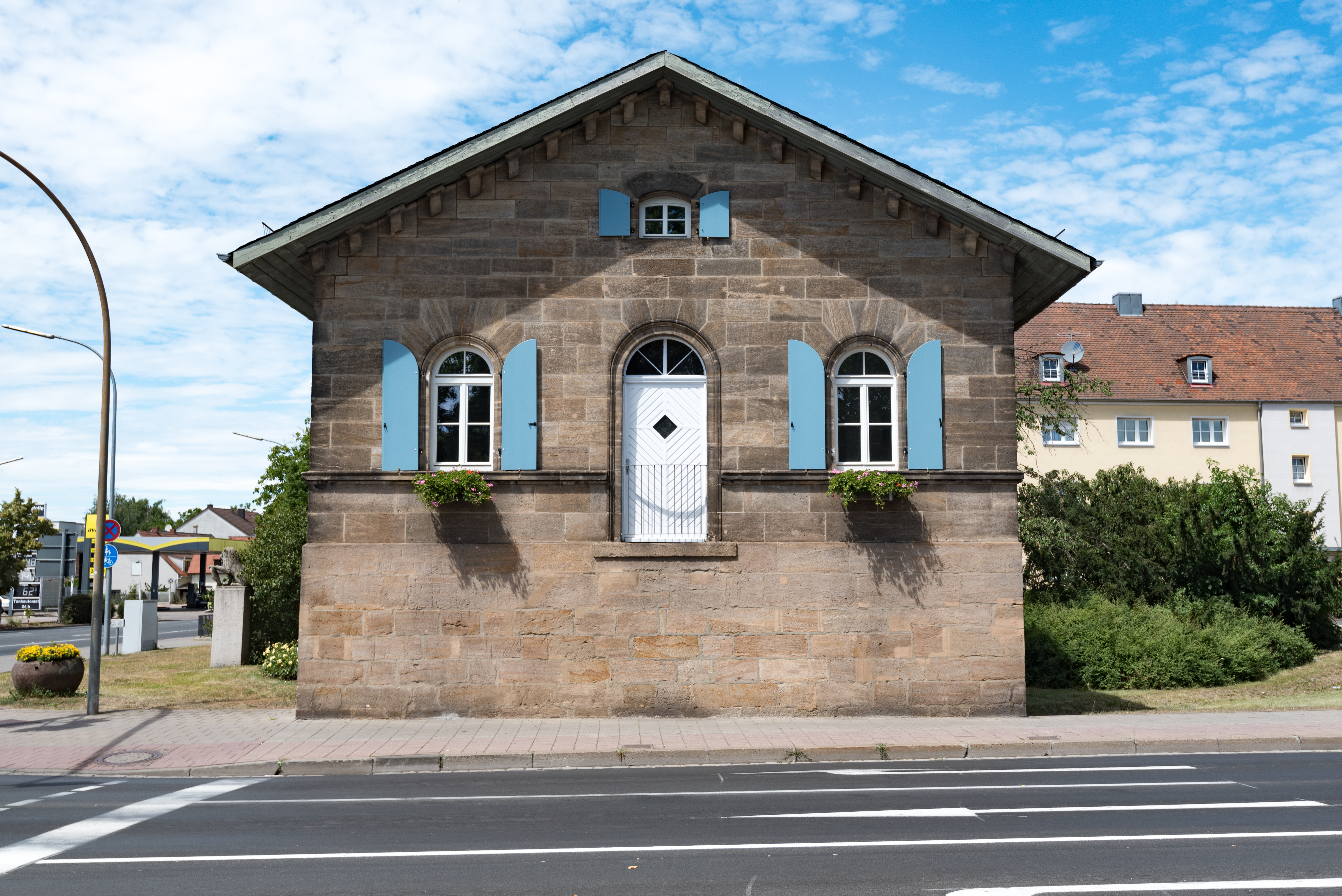
Schleusenwärterhaus in Forchheim

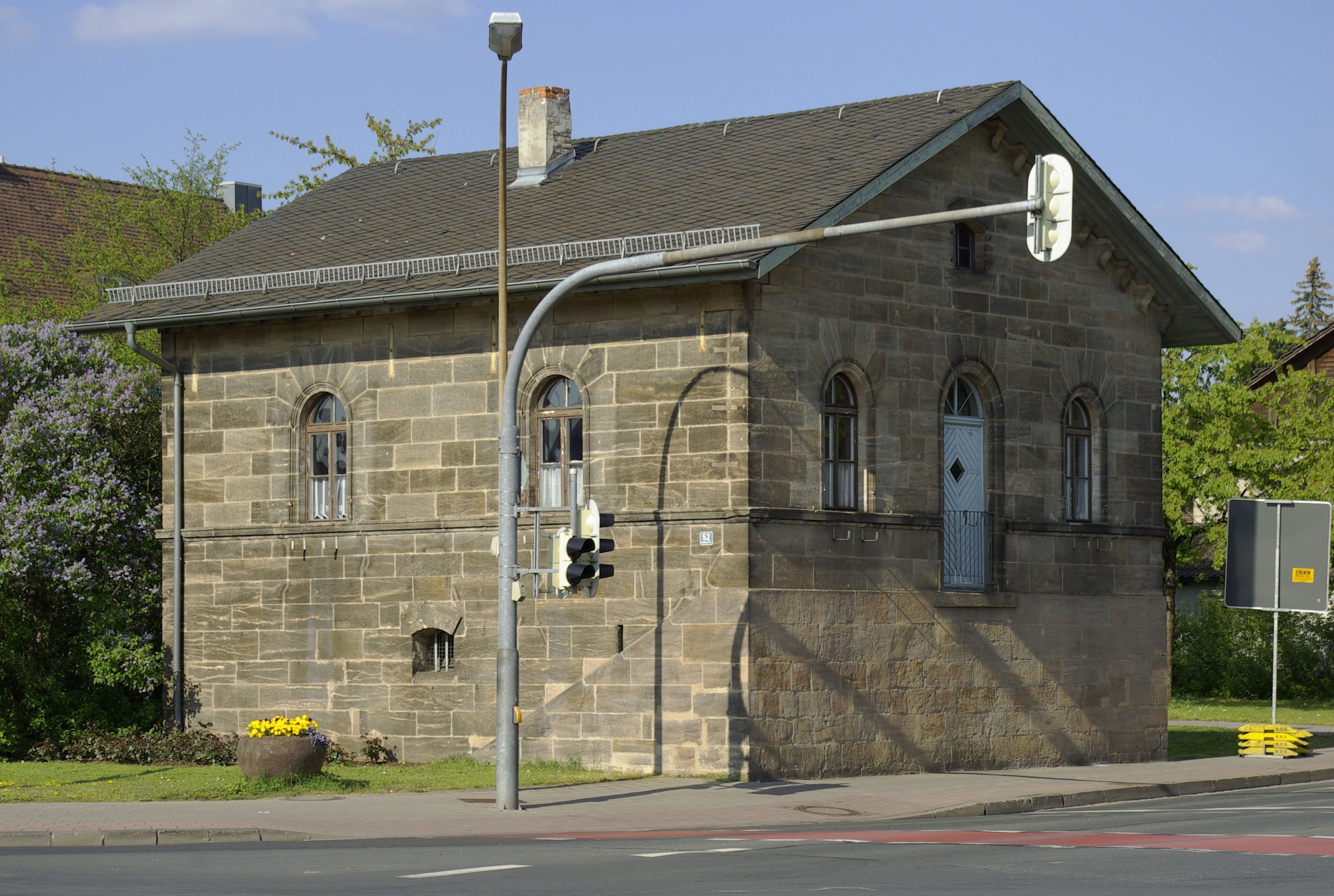
Seitliche Ansicht (2016)

Das Schleusenwärterhaus in Forchheim, einer Stadt im oberfränkischen Landkreis Forchheim in Bayern, wurde zwischen 1836 und 1845 errichtet. Das Schleusenwärterhaus an der Bamberger Straße 52, an der Kreuzung zur Adenauerallee, ist ein geschütztes Baudenkmal.
Der eingeschossige Sandsteinquaderbau mit Flachsatteldach und Rundbogenfenster war Bestandteil des Ludwig-Donau-Main-Kanals, er stand an der ehemaligen Schleuse 93. Insgesamt gab es 69 Schleusen- und Kanalwärterhäuser, die nach einem Musterplan gebaut worden waren. Nur noch wenige dieser Gebäude sind erhalten.